# Maglód
Maglód je vas na Madžarskem, ki upravno spada v podregijo Monori Županije Pešta.